# Бороздчатоклювый ани
Бороздчатоклювый ани (лат. Crotophaga sulcirostris) — вид тропических птиц семейства кукушковых. Обитает в Северной и Южной Америках. Отличительной чертой этих птиц является большой изогнутый клюв.
Размер птицы варьируется около 30 см, весят они обычно 70—80 г. Оперение чёрное. Хвост очень длинный, может быть размером с саму птицу. Имеет большой клюв с горизонтальным бороздами.
Ани часто живут группами по четыре-пять птиц. Они защищают свою территорию вместе, откладывают яйца в одно общее гнездо, обычно в кроне дерева или колючего кустарника. В гнезде находили до 18 яиц, одна самка откладывает обычно 3—4. Все члены группы насиживают их и заботятся о молодняке, даже молодые помогают заботиться о птенцах.
На ночёвку ани могут собираться группой 35—40 птиц.
Бороздчатоклювый ани обитает на открытой местности, такой как пастбища, сады. На пастбищах часто следуют за домашним скотом, съедая вспугиваемых им насекомых, иногда также сопровождают бродячих муравьёв. Питаются они насекомыми и плодами.